# Пе Ду На
Пе Ду На (кор. 배두나, 裵斗娜, Bae Duna, нар. 11 жовтня 1979, Сеул, Республіка Корея) — південнокорейська акторка. Відома ролями у корейських фільмах «Співчуття панові Помсті» (2002), «Вторгнення динозавра» (2006) та японському фільмі «Надувна лялька» (2009). Окрім цього, Пе Дуна знялася в декількох голівудських фільмах, серед яких «Хмарний атлас» (2012), «Піднесення Юпітер» (2015) та «Бунтівний місяць» (2023-2024).

## Біографія
Пе Ду На народилася 11 жовтня 1979 року у столиці Республіки Корея місті Сеул. Будучі студенткою університету Ду На потрапила на кастинг модельного агентства, агенти якого шукали молоді таланти просто на вулицях Сеула. Пройшовши відбір вона стала моделлю для рекламного каталогу, та незабаром зіграла невелику роль у телесеріалі. Серйозно присвячувати своє життя акторській роботі Ду На не планувала, тому що з дитинства розуміла складність цієї професії (її мати — театральна акторка), та не бачила у себе великого таланту. У 2000 році режисер Пон Джун Хо затвердив її на головну роль у фільмі «Гавкаючі собаки ніколи не кусають», тому що вона єдина з південнокорейських акторок погодилася зніматися без макіяжу. Після зйомок у цьому фільмі Ду На змінила свою думку та вирішила зробити все щоб стати гарною акторкою.
Підвищенню популярності акторки сприяли ролі у фільмах «Подбай про мого кота», за роль в якому вона отримала численні нагороди, та «Співчуття панові Помста». Але наступні фільми в яких знімалася Ду На провалилися в прокаті, і вона вирішила взяти тайм-аут, щоб зібратися з думками та трохи відпочити. Під час перерви в акторській кар'єрі вона присвятила себе фотографії, пізніше побачили світ три книги з її фотороботами. У 2005 році акторка зіграла головну роль у фільмі «Лінда Лінда Лінда», яка стала її першою роллю у японському кінематографі. У 2006 році вона зіграла одну з головних ролей у фільмі «Вторгнення динозавра», який став одним з найкасовіших науково-фантастичних фільмів Кореї. У 2009 році акторка знов зіграла головну роль у японському фільмі «Надувна лялька» відомого режисера Корееда Хірокадзу, ця роль підвищила її популярність у Японії та принесла численні нагороди японських кіновестивалів.
У 2012 році Ду На дебютувала у Голлівуді в фільмі «Хмарний атлас», в якому зіграла одразу декілька ролей. Завдяки цим ролям акторка стала упізнаваною далеко за межами Кореї. Повернувшись на батьківщину у 2014 році вона отримала головну роль у фільмі «Дівчина у моїх дверей», в якому зіграла поліцейського офіцера у невеликому містечку що рятує від домашнього насильства загадкову дівчину. Пізніше Ду На сказала що її так вразив сценарій фільму що вона практично одразу погодилася на роль, навіть не думаючи про гонорар. У 2015—2018 роках акторка знімалася у американському науково-фантастичному серіалі «Восьме чуття» виробництва Netflix, та декількох корейських фільмах та серіалах.

## Фільмографія

### Телевізійні серіали
| Рік       | Назва                                                  | Роль         | Мережа  |
| --------- | ------------------------------------------------------ | ------------ | ------- |
| 1998      | «Поцілунок янгола»                                     |              | KBS2    |
| 1999      | «Школа» (1 сезон)                                      | Пе Ду На     | KBS1    |
| 1999      | «Божевільна реклама»                                   | Пьо Ру На    | KBS2    |
| 2000      | «Історія кохання міс Хіп-Хоп та містера Рок»           | Йонг'ї       | SBS     |
| 2000      | «Озирнутися назад в гніві»                             | Лі Мін А     | KBS2    |
| 2000      | «Круїзний корабель кохання»                            | Пе Ду На     | KBS2    |
| 2000      | «RNA»                                                  | Пак Се Мі    | KBS2    |
| 2000      | «Я хочу бачити вас»                                    | Хам Чхун Бон | SBS     |
| 2000      | «Мама і сестра»                                        | Кон Чхан Мі  | MBC     |
| 2001      | «Ви говорите, що це любов, але я думаю, що це бажання» |              | SBS     |
| 2003      | «Сільська принцеса»                                    | Лі Ин Хї     | MBC     |
| 2003      | «Розмарин»                                             | Сін Кьон Су  | KBS2    |
| 2005      | «Биття серця»                                          | Пе Ду На     | MBC     |
| 2006      | «Коли-небудь»                                          | Хана Ямагучі | OCN     |
| 2007      | «Як зустріти ідеального сусіда»                        | Чан Юн Хї    | SBS     |
| 2010      | «Майстер навчання»                                     | Хан Су Чон   | KBS2    |
| 2010      | «Глорія»                                               | На Чин Чин   | MBC     |
| 2015–2018 | «Восьме чуття»                                         | Сун Пак      | Netflix |
| 2017      | «Чужинець»                                             | Ха Йо Чжін   | tvN     |
| 2018      | «Шлюбний хаос»                                         | Кан Хві Ру   | KBS2    |
| 2019      | «Персона» (вебсеріал)                                  | Ду На        | Netflix |
| 2021      | «Море спокою»                                          | Сон Чі Ан    | Netflix |

### Фільми
| Рік  | Назва                                               | Роль                                                                  |
| ---- | --------------------------------------------------- | --------------------------------------------------------------------- |
| 1999 | «Дзвінок: Вірус»                                    | Садако Ямамура                                                        |
| 2000 | «Гавкаючі собаки ніколи не кусають»                 | Пак Хьон Нам                                                          |
| 2000 | «Сливовий цвіт»                                     | Со Нам Ок                                                             |
| 2001 | «Подбай про мого кота»                              | Ю Те Хі                                                               |
| 2002 | «Співчуття панові Помста»                           | Ча Йон Мі                                                             |
| 2002 | «Будь сміла, Ким Сун!»                              | Чан Ким Сун                                                           |
| 2003 | «Труба»                                             | Сон Ін Кьон                                                           |
| 2003 | «Весняна ведмежа любов»                             | Чон Хьон Чже                                                          |
| 2005 | «Лінда Лінда Лінда» (Японський фільм)               | Сон                                                                   |
| 2005 | «Чайна дата» (Американський короткометражний фільм) | Сон Хї                                                                |
| 2006 | «Вторгнення динозавра»                              | Пак Нам Чжу                                                           |
| 2009 | «Надувна лялька» (Японський фільм)                  | Нозомі                                                                |
| 2012 | «Книга судного дня» (сегмент «З Днем Народження»)   | доросла Пак Мін Со (камео)                                            |
| 2012 | «Корея»                                             | Лі Бун Хї                                                             |
| 2012 | «Хмарний атлас»                                     | Сонмі~451 / Сонмі~351 / Тільда Юїнг / мати меган / мексиканська жінка |
| 2014 | «Дівчина у моїх дверей»                             | Лі Йон Нам                                                            |
| 2015 | «Піднесення Юпітер» (американський фільм)           | Разо                                                                  |
| 2015 | «Мрія червоного килима» (вебфільм)                  | (камео)                                                               |
| 2016 | «Тунель»                                            | Се Хюн                                                                |
| 2017 | «Лист від Чхан Ок»(Короткометражний фільм)          |                                                                       |
| 2018 | «Король наркотиків»                                 | Кім Чон А                                                             |
| 2022 | «Брокер»                                            | Су Джин                                                               |
| 2023 | «Наступна Со Хї»                                    | Ю Чжін                                                                |
| 2023 | «Бунтівний місяць»                                  | Немезида                                                              |
| 2024 | «Бунтівний місяць 2»                                | Немезида                                                              |

## Нагороди
| Рік  | Нагорода                                         | Категорія                                      | Робота                              | Результат | Прим.                |
| ---- | ------------------------------------------------ | ---------------------------------------------- | ----------------------------------- | --------- | -------------------- |
| 1999 | 13-та Премія KBS драма                           | Найкраща нова акторка                          | «Школа» «Божевільна реклама»        | Перемога  |                      |
| 2000 | 37-ма Премія Великий дзвін                       | Найкраща нова акторка                          | «Гавкаючі собаки ніколи не кусають» | Номінація |                      |
| 2000 | 21-а Кінопремія Блакитний дракон                 | Найкраща нова акторка                          | «Гавкаючі собаки ніколи не кусають» | Перемога  | [ 13 ]               |
| 2000 | 3-тя Режисерська премія                          | Найкраща нова акторка                          | «Сливовий цвіт»                     | Перемога  | [ 14 ]               |
| 2000 | 14-та Премія KBS драма                           | Нагорода за популярність                       | «RNA»                               | Перемога  | [ 15 ]               |
| 2001 | 21-ша Премія Корейської асоціації кінокритиків   | Найкраща акторка                               | «Подбай про мого кота»              | Перемога  | [ 16 ]               |
| 2001 | 9-та Премія Chunsa Film Art                      | Найкраща акторка                               | «Подбай про мого кота»              | Перемога  | [ 17 ]               |
| 2001 | 2-га Премія Жінка у корейському фільмі           | Найкраща акторка                               | «Подбай про мого кота»              | Перемога  | [ 18 ]               |
| 2002 | 38-ма Премія мистецтв Пексан                     | Найкраща кіноакторка                           | «Подбай про мого кота»              | Перемога  | [ 19 ]               |
| 2002 | 3-тя Премія пусанських кінокритиків              | Найкраща акторка                               | «Подбай про мого кота»              | Перемога  | [ 20 ]               |
| 2002 | 23-тя Кінопремія Блакитний дракон                | Найкраща акторка                               | «Співчуття панові Помста»           | Номінація | [ 21 ]               |
| 2003 | Премія MBC драма                                 | Нагорода за майстерність (акторки)             | «Сільська принцеса»                 | Номінація | [ 22 ]               |
| 2006 | 27-ма Кінопремія Блакитний дракон                | Найкраща акторка другого плану                 | «Вторгнення динозавра»              | Номінація | [ 23 ] [ 24 ]        |
| 2006 | 9-та Режисерська премія                          | Найкраща акторка                               | «Вторгнення динозавра»              | Перемога  | [ 25 ] [ 26 ]        |
| 2007 | Премія SBS драма                                 | Нагорода за майстерність (акторки мінісеріалу) | «Як зустріти ідеального сусіда»     | Номінація |                      |
| 2008 | Премія Chlotrudis                                | Найкраща акторка другого плану                 | «Лінда Лінда Лінда»                 | Номінація |                      |
| 2010 | 19-та Токійська спортивна кінопремія             | Найкраща акторка                               | «Надувна лялька»                    | Перемога  | [ 27 ] [ 28 ]        |
| 2010 | 33-тя Премія Японської академії                  | Найкраща акторка                               | «Надувна лялька»                    | Номінація | [ 29 ] [ 30 ] [ 31 ] |
| 2010 | 4-та Азійська кінопремія                         | Найкраща акторка                               | «Надувна лялька»                    | Номінація | [ 32 ]               |
| 2010 | 23-й Кінофестиваль у Такасакі                    | Найкраща акторка                               | «Надувна лялька»                    | Перемога  | [ 33 ] [ 34 ]        |
| 2010 | Премія MBC драма                                 | Нагорода за майстерність (акторки)             | «Глорія»                            | Номінація | [ 35 ]               |
| 2010 | 24-та Премія KBS драма                           | Нагорода Netizens (акторки)                    | «Майстер навчання»                  | Номінація | [ 36 ]               |
| 2010 | 24-та Премія KBS драма                           | Нагорода за майстерність (акторки мінісеріалу) | «Майстер навчання»                  | Номінація |                      |
| 2013 | Премія CinEuphoria                               | Найкраща акторка другого плану                 | «Хмарний атлас»                     | Номінація |                      |
| 2013 | Міжнародна премія Online Cinema (INOCA)          | Найкраща акторка другого плану                 | «Хмарний атлас»                     | Номінація |                      |
| 2014 | 30-та Премія Золотий півень та Премія Сто квітів | Найкраща акторка іноземного кіно               | «Дівчина у моїх дверей»             | Перемога  | [ 37 ] [ 38 ]        |
| 2014 | 23-тя Кінопремія Буїль                           | Найкраща акторка                               | «Дівчина у моїх дверей»             | Номінація | [ 39 ]               |
| 2015 | 20-та Премія Chunsa Film Art                     | Найкраща акторка                               | «Дівчина у моїх дверей»             | Перемога  | [ 40 ]               |
| 2015 | 9-та Азійська кінопремія                         | Найкраща акторка                               | «Дівчина у моїх дверей»             | Перемога  | [ 41 ]               |
| 2015 | 2-га Кінопремія Дика квітка                      | Найкраща акторка                               | «Дівчина у моїх дверей»             | Номінація | [ 42 ]               |
| 2015 | 51-ша Премія Пексан                              | Найкраща кіноакторка                           | «Дівчина у моїх дверей»             | Номінація | [ 43 ]               |
| 2016 | 37-ма Кінопремія Блакитний дракон                | Найкраща акторка другого плану                 | «Тунель»                            | Номінація |                      |
| 2016 | 37-ма Кінопремія Блакитний дракон                | Популярна зірка                                | «Тунель»                            | Перемога  | [ 44 ]               |
| 2016 | 53-тя Премія Великий дзвін                       | Найкраща акторка                               | «Тунель»                            | Номінація |                      |
| 2017 | 53-тя Премія мистецтв Пексан                     | Найкраща кіноакторка другого плану             | «Тунель»                            | Номінація | [ 45 ] [ 46 ]        |
| 2017 | 22-га Премія Chunsa Film Art                     | Найкраща акторка другого плану                 | «Тунель»                            | Номінація |                      |
| 2017 | 26-та Кінопремія Буїль                           | Найкраща акторка другого плану                 | «Тунель»                            | Номінація |                      |
| 2017 | 1-а Премія Elle Style                            | Супер ікона (жінки)                            |                                     | Перемога  | [ 47 ]               |
| 2018 | 32-га Премія KBS драма                           | Найкращаа пара (разом з Чха Тхе Хьоном)        | «Шлюбний хаос»                      | Перемога  | [ 48 ]               |
| 2019 | 24-й Пусанський міжнародний кінофестиваль        | Зірка кіно                                     | Н/Д                                 | Перемога  | [ 49 ]               |